# Бабенко Олександр Олексійович
Олекса́ндр Олексі́йович Бабе́нко (нар. 2 квітня 1959, Решетилівка) — художник декоративного мистецтва, майстер народного художнього килимарства.Член Національної спілки майстрів народного мистецтва України та Національної спілки художників України — з 1986.

## Життєпис
1981 року закінчив Харківський художньо-промисловий інститут. У 1981 —1988 роках працював художником Полтавського виробничо-рекламного комбінату, 1988 —1992 Полтавського художньо-виробничого комбінату.
Від 1993 року працює викладачем Полтавського державного педагогічного університету ім. В. Г. Короленка.
Брав участь у конкурсах та творчих симпозіумах, всеукраїнських та міжнародних виставках — в Греції, Німеччині, Монголії, Норвегії, Польщі, Росії, Франції, Хорватії.
Його витвори зберігаються в музеях Києва, Опішні, Полтави, Решетилівки, також в приватних колекціях Німеччини та Франції, Німеччини.
Серед створених килимів: «Осінні барви» — 1982, «Квітуча земля» — 1983, «Кобзарева пісня» — 1989.

## Виноски
1. ↑  Полтавський осередок. Архів оригіналу за 7 червня 2016. Процитовано 2 квітня 2013.
2. ↑  НСХУ. Архів оригіналу за 17 червня 2016. Процитовано 2 квітня 2013.
3. ↑  Бабенко Олександр Олексійович — Енциклопедія Сучасної України. esu.com.ua. Процитовано 4 червня 2022.
4. ↑  КАФЕДРА ОБРАЗОТВОРЧОГО МИСТЕЦТВА. Архів оригіналу за 9 березня 2014. Процитовано 30 серпня 2013. [Архівовано 2014-03-09 у Wayback Machine.]